# Rectoren College
Het Rectoren College der Nederlandse rectores magnifici is het informele overleg van de rectoren van de Nederlandse universiteiten.
Bij de start van het studiejaar 1896-1897 dienden de rectoren van de (toen) vier universiteiten (Leiden, Utrecht, Groningen en Amsterdam) een voorstel in bij hun senaten tot 'oprichting van een interuniversitair Rectoren College'. De formele oprichting volgde in 1898 en sindsdien vergaderen de rectoren met - soms wisselende - regelmaat met als doel de gezamenlijke belangen van de universiteiten te behartigen. In de loop van de 20ste eeuw sloten ook de rectoren van de andere universiteiten zich bij het Rectoren College aan. Lid zijn nu de rectoren van de Nederlandse universiteiten, behalve de theologische universiteiten en Universiteit Nyenrode. Sinds 2012 worden de levensbeschouwelijke universiteiten in het Rectoren College vertegenwoordigd door de rector van de Universiteit voor Humanistiek. Daarmee heeft het college nu 15 leden: Universiteit Leiden, Rijksuniversiteit Groningen, Universiteit Utrecht, Universiteit van Amsterdam, Vrije Universiteit Amsterdam, Erasmus Universiteit Rotterdam, Universiteit Maastricht, Radboud Universiteit, Tilburg University, Technische Universiteit Delft, Technische Universiteit Eindhoven, Universiteit Twente, Wageningen Universiteit, Open Universiteit en Universiteit voor Humanistiek.
Het Rectoren College heeft nooit een formele positie als vertegenwoordiger van de universiteiten gehad. Die positie werd wel ingenomen door verschillende overleggremia; sinds 1985 is dat de Universiteiten van Nederland, de UNL. Tegenwoordig vergadert het Rectoren College vier keer per jaar, meestal in het Academiegebouw van de Universiteit Utrecht. Het secretariaat van het Rectoren College wordt door een medewerker van de UNL waargenomen (op een periode in de jaren 90 na).